# Ditono

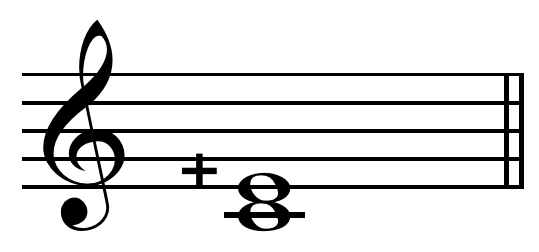
Ditono pitagórico en C

Ditono es un intervalo musical de tercera mayor del sistema de Pitágoras, cuya razón numérica es igual a {\displaystyle {\frac {81}{64}}} y que se construye encadenando cuatro quintas perfectas de razón 3:2 y reduciendo el resultado en dos octavas:
{\displaystyle {\left({\frac {3}{2}}\right)}^{4}:{\left({\frac {2}{1}}\right)}^{2}={\frac {3^{4}}{2^{4}*2^{2}}}={\frac {81}{64}}}.
El ditono se divide en dos tonos grandes de 9/8: {\displaystyle {\left({\frac {9}{8}}\right)}^{2}={\frac {81}{64}}}
Como tercera mayor es un intervalo excesivamente grande y algo disonante; su exceso sobre la tercera mayor pura de 5/4 es la coma sintónica.
El ditono tiene una amplitud comparativa de 407,8 cents y es algo más grande que la tercera mayor temperada (de 400 cents) y 21.5 cents mayor que la tercera mayor pura (de 386.3 cents).
- Datos: Q1230327